# Zeche Mirbank
Die Zeche Mirbank in Hattingen-Niederstüter ist ein ehemaliges Steinkohlenbergwerk. Das Bergwerk war auch unter den Namen Zeche Mihrbank, Zeche Mierbanck und Zeche Mirrbank bekannt. Das Bergwerk war ein Stollenbergwerk, der Stollen befand sich im Bereich der heutigen Hackstückenstraße. Das Grubenfeld des Bergwerks war 1960 Quadratlachter groß.

## Bergwerksgeschichte
Im Jahr 1704 wurde das Bergwerk bereits in den Unterlagen genannt, allerdings war das Bergwerk noch nicht belehnt. Als Hauptgewerke war der Bauer Mihr in den Unterlagen eingetragen. Bauer Mihr trat ohne Consorten auf. In den Jahren 1754 und 1755 lag das Bergwerk in Fristen.  Als Grund für die Fristung stand in den Unterlagen des Bergamtes:

„Die Zeche ist nicht gangbar“

Quelle:
Im Jahr 1775 wurde das Bergwerk erneut in den Unterlagen genannt, ob das Bergwerk in Betrieb war, ist aus den Unterlagen nicht ersichtlich. Am 16. Juli des Jahres 1784 wurde das Bergwerk durch den damaligen Leiter des Bergamtes, den Freiherrn vom Stein befahren. Die Zeche Mirbank war eines von 63 Bergwerken, welche vom Stein auf seiner Reise durch das märkische Bergrevier befuhr. Zu diesem Zeitpunkt waren zwei Bergleute auf dem Bergwerk beschäftigt. Dabei handelte es sich um einen Hauer und einen Karrenläufer. Der Stollen des Bergwerks war in westlicher Richtung aufgefahren worden. Es war ein Schacht mit einer Teufe von 37 Metern vorhanden. Vom Stein machte in seinem Protokoll Angaben über den Zustand und die Leistungsfähigkeit des Bergwerks. Er merkte an, dass das Bergwerk nur einen unbedeutenden Absatz hatte. Vom Stein war der Auffassung, dass es besser wäre die Zeche Mirbank mit weiteren Bergwerken in der Umgebung zu vereinigen. Noch vor dem Jahr 1796 wurde die Zeche Mirbank außer Betrieb genommen.